# Hoek (Leudal)
Hoek (Limburgs: D'n Hook) is een buurtschap van Roggel in de gemeente Leudal, in de Nederlandse provincie Limburg. Tot 2007 viel de buurtschap onder de gemeente Roggel en Neer.
Hoek is gelegen in het buitengebied ten noordwesten van Roggel, aan de gelijknamige weg tussen de N279 en de buurtschap Blenkert. De buurtschap wordt slechts gevormd door een vijftal boerderijen en woningen. Qua adressering valt het onder de woonplaats Roggel. Naburige buurtschappen zijn verder Nijken en Schans. Zuidwestelijk van het plaatsje stroomt van noord naar zuid de Roggelse Beek.
Dorpen: Baexem · Buggenum · Ell · Grathem · Haelen · Haler · Heibloem · Heythuysen · Horn · Hunsel · Ittervoort · Kelpen-Oler · Neer · Neeritter · Nunhem · Roggel

Buurtschappen: Aan de Bergen · Aan het Broek · Achter het Klooster · Asbroek · Beekkant · Berik · Blenkert · Brumholt · Caluna · Castert · De Horck · Dries · Eiland · Eind · Ellerhei · Gendijk · Geneijgen · Gerhegge · Haelense Broek · Hanssum · Heiakker · Heide (Heythuysen) · Heide (Roggel) · Heioord · Heugde · Hoek · Hollander · Hoogschans · Hoogstraat · De Horck · Kappert · Karreveld · Keizerbos · Kinkhoven · Laak · Maxet · Mortel · Nijken · Op de Bos · Ophoven · Overhaelen · Roligt · Santfort (deels) · Schaapsbrug · Schans (Ell) · Schans (Roggel) · Schillersheide · Smidstraat · Strubben · Uffelse · Venne · Vestjenshoek · Vlaas · Waije

Voormalige gemeenten: Haelen · Heythuysen · Hunsel · Roggel en Neer

Limburg: Steden en dorpen      Nederland: Provincies · Gemeenten